# إيفان فوتسوف
إيفان كوليف فوتسوف (بالبلغارية: Иван Колев Вуцов)‏ (ولد في 14 ديسمبر 1939): لاعب كرة قدم بلغاري سابق، ولد في غابروفو، بلغاريا، لعب في ثلاث مباريات في كأس العالم لكرة القدم 1966  ولعب كذلك لنادي ليفسكي صوفيا. كان المدير الفني لمنتخب بلغاريا في بطولة كأس العالم لكرة القدم 1986 التي أقيمت في المكسيك.

## وصلات خارجية
- إيفان فوتسوف على موقع الاتحاد الدولي (مؤرشف)  (الإنجليزية)
- إيفان فوتسوف على موقع قاعدة بيانات كرة القدم.إي يو (الإنجليزية)
- إيفان فوتسوف على موقع ناشيونال فوتبول تيمز (الإنجليزية)
- إيفان فوتسوف على موقع عالم كرة القدم.نت (الإنجليزية)
- Profile at LevskiSofia.info